# LaDarien Griffin
LaDarien Griffin (Jacksonville, Florida, 25 de octubre de 1996) es un baloncestista estadounidense que pertenece a la plantilla del Crailsheim Merlins de la ProA, el segundo nivel del baloncesto alemán. Con 1,98 metros de estatura, juega en la posición de ala-pívot.

## Trayectoria deportiva

### Universidad
Jugó cuatro temporadas con los Bonnies de la Universidad St. Bonaventure, en las que promedió 6,5 puntos y 4,4 rebotes por partido. En 2018 fue elegido por los entrenadores como cojugador más mejorado del año de la Atlantic-10 Conference, recibiendo el Premio Chris Daniels.

### Profesional
Tras no ser elegido en el Draft de la NBA de 2019, en el mes de julio firmó su primer contrato profesional con los Norrköping Dolphins de la Basketligan, el primer nivel del baloncesto sueco. En su primera temporada en el equipo, y hasta el parón por el coronavirus, promedió 13,1 puntos y 9,1 rebotes por partido.